# Sbírka soudních rozhodnutí a stanovisek
Sbírka soudních rozhodnutí a stanovisek (tzv. zelená sbírka) je významným prostředkem pro zajištění jednotného rozhodování českých soudů. Vydává ji Nejvyšší soud České republiky, původně v nakladatelství Novatrix, od roku 2016 v nakladatelství Wolters Kluwer, ročně vychází deset sešitů a sešit rejstříků. Publikují se v ní sjednocující stanoviska Nejvyššího soudu a vybraná judikatura obecných soudů.
Předcházely jí neoficiální sbírky Rozhodnutí nejvyššího soudu československé republiky ve věcech občanských a Rozhodnutí nejvyššího soudu československé republiky ve věcech trestních z let 1919–1948, které pořádal dr. František Vážný. Sbírka sama vychází od roku 1949, do roku 1959 (ročník I–XI) pod názvem Sbírka rozhodnutí československých soudů, v letech 1960–1969 (ročník XII–XXI) jako Sbírka rozhodnutí a sdělení soudů ČSSR a v roce 1970 (ročník XXII) pod názvem Sbírka soudních rozhodnutí. Teprve od roku 2002 vychází na základě přímého zákonného zmocnění v § 24 zákona o soudech a soudcích.
Uveřejňovaná obecná stanoviska přijímají kolegia (spisové značky Cpjn a Tpjn) nebo plénum (spisové značky Plsn) Nejvyššího soudu na základě vyhodnocení rozhodování obecných soudů v civilním i trestním řízení, jejich účelem je autoritativně se vyslovit k určité právní otázce a tím, ačkoli nejsou pramenem práva, přispět ke sjednocování soudního rozhodování. O výběru konkrétních soudních rozhodnutí určených za stejným účelem k publikaci rozhodují jednotlivá kolegia, připomínkovými místy jsou např. vrchní a krajské soudy, Nejvyšší správní soud, Nejvyšší státní zastupitelství, Ministerstvo spravedlnosti, Česká advokátní komora nebo právnické fakulty.